# Gemma Royo
Gemma Royo Lorte (Zaragoza, 20 de marzo de 1975) es una ex gimnasta rítmica española, campeona del mundo en modalidad de conjuntos (Atenas 1991) y bicampeona de Europa (Stuttgart 1992), además de lograr otras numerosas preseas con la selección nacional de gimnasia rítmica de España. La generación de gimnastas que integró es conocida con el seudónimo de las Primeras Chicas de Oro. Desde 2021 da nombre al pabellón polideportivo de Aguarón (Zaragoza).

## Biografía deportiva

### Inicios
Comenzó en la gimnasia rímica en 1982 en el Club Escuela de Gimnasia Rítmica de Zaragoza. Entrenada por Chus Garcés, participaría en varios Campeonatos de España en las diferentes categorías: alevín, infantil, júnior y primera categoría nacional. Como logros destacados en esta época, en el Campeonato de España Individual de 1987, celebrado en Palma de Mallorca, consigue el bronce en categoría infantil ex aequo con Rosabel Espinosa. Ese mismo año es campeona de Aragón infantil y poco después, en el Campeonato de España de Conjuntos celebrado en Onteniente conseguiría otro tercer puesto en categoría infantil. En 1988 es llamada para la concentración de jóvenes promesas «Barcelona 92». Allí coincidirá con algunas futuras estrellas de la gimnasia rítmica española como Ada Liberio, Edi Moreno, Carmen Acedo, Carolina Pascual, Eider Mendizábal, Rosabel Espinosa, Noelia Fernández o Montse Martín, compañera de equipo con la que mantendría una estrecha amistad.

### Etapa en la selección nacional

#### 1989: ingreso en el conjunto júnior y Europeo de Tenerife
En 1989 es convocada por la selección nacional de gimnasia rítmica de España para entrar en el conjunto júnior, entrenado por Rosa Menor, Paqui Maneus, Cathy Xaudaró y Berta Veiga, y participaría en el Campeonato de Europa Júnior de Tenerife obteniendo la medalla de bronce junto al resto del equipo, integrado además por Carmen Acedo, Noelia Fernández, Ruth Goñi, Montse Martín y Eider Mendizábal, además de Diana Martín y Cristina Chapuli como suplentes.

#### 1989 - 1990: entrada al conjunto sénior y Europeo de Goteborg

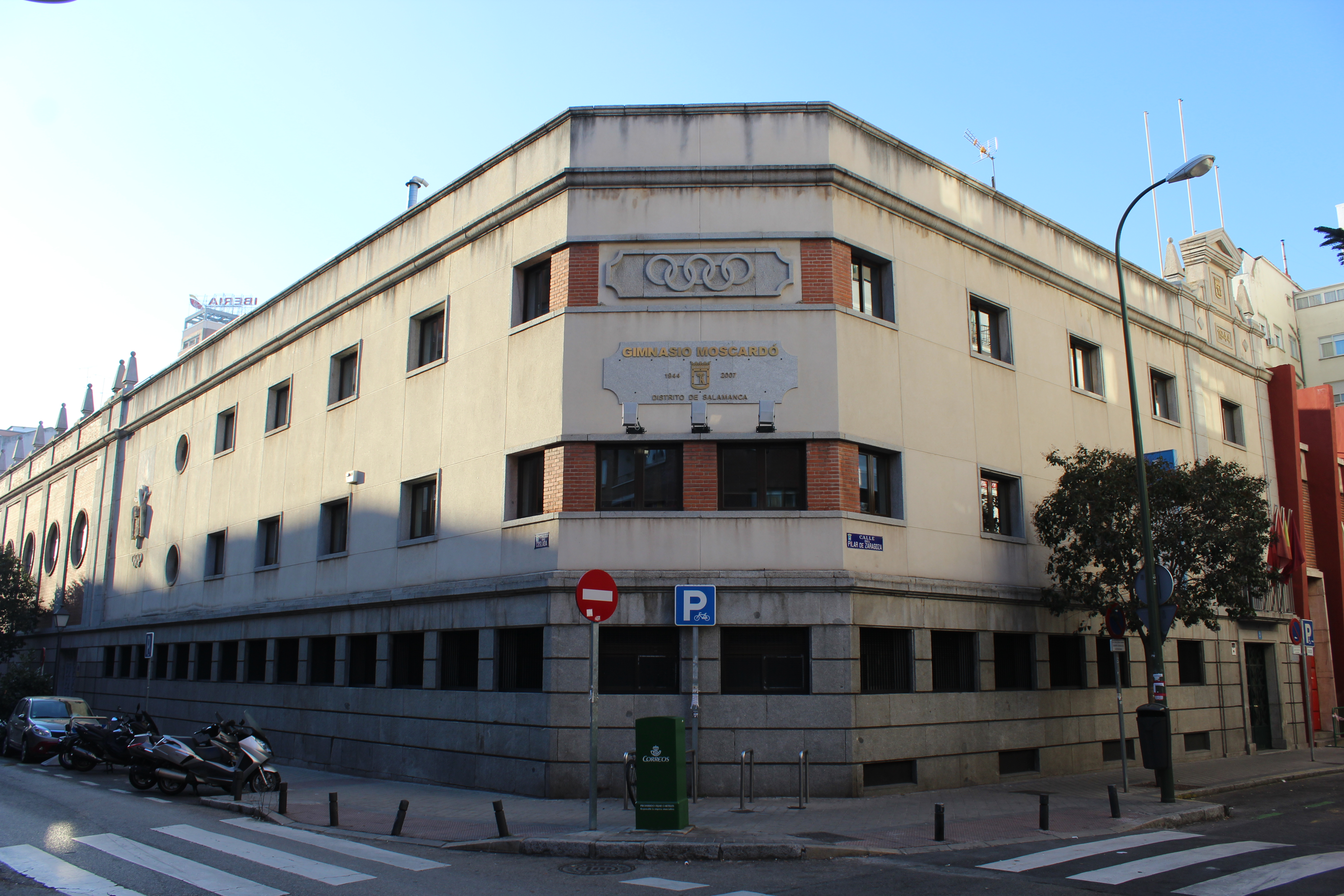
El Gimnasio Moscardó, en el distrito de Salamanca (Madrid), fue el lugar de entrenamiento de la selección nacional de gimnasia rítmica hasta 1997.

A finales de 1989 entraría en el conjunto del equipo nacional absoluto, del que pasaría a formar parte hasta 1992. Durante ese tiempo entrenaría unas 8 horas diarias en el Gimnasio Moscardó de Madrid a las órdenes de Emilia Boneva y de Ana Roncero, que desde 1982 eran seleccionadora nacional y entrenadora de conjuntos respectivamente, y conviviría con todas las integrantes del equipo en una casa en La Moraleja. Comenzó siendo gimnasta suplente del conjunto y debutaría como titular en el Gymnastic Masters de Stuttgart de 1990 debido a una lesión de última hora de Montse Martín, que a falta de tres días del comienzo de la competición, se fisuró una pierna al pisar una pelota. Posteriormente, ya como suplente nuevamente, participó en el Campeonato de Europa de Goteborg, en el que consiguió la medalla de bronce tanto en el concurso general como en 3 pelotas y 3 cuerdas, y la de plata en 12 mazas. En la Final de la Copa del Mundo, disputada ese año en Bruselas, obtuvo 3 medallas de bronce, una por cada final. Serían logradas junto a Beatriz Barral, Lorea Elso, Bito Fuster, Montse Martín, Arancha Marty y Vanesa Muñiz, siendo suplente además Marta Aberturas. Débora Alonso y Cristina Chapuli también formaban parte del equipo, pero no fueron convocadas a las competiciones ese año. En el torneo Wacoal Cup de Tokio, celebrado en noviembre, lograron la plata en la general.

#### 1991: título mundial en Atenas
En 1991 Gemma pasaría a ser gimnasta titular. Ese año los dos ejercicios del conjunto fueron el de 6 cintas y el de 3 pelotas y 3 cuerdas. El primero tenía como música «Tango Jalousie», compuesta por Jacob Gade, mientras que el de pelotas y cuerdas, usaba el tema «Campanas», de Víctor Bombi. Para coreografiar los pasos de danza del ejercicio de 6 cintas se contó con la ayuda de Javier Castillo «Poty», entonces bailarín del Ballet Nacional, aunque el coreógrafo habitual del equipo era el búlgaro Georgi Neykov. Previamente al Mundial, consiguieron el oro en el torneo de Karlsruhe (por delante de URSS y Bulgaria) y 3 bronces en el Gymnastic Masters de Stuttgart, ambos en Alemania.

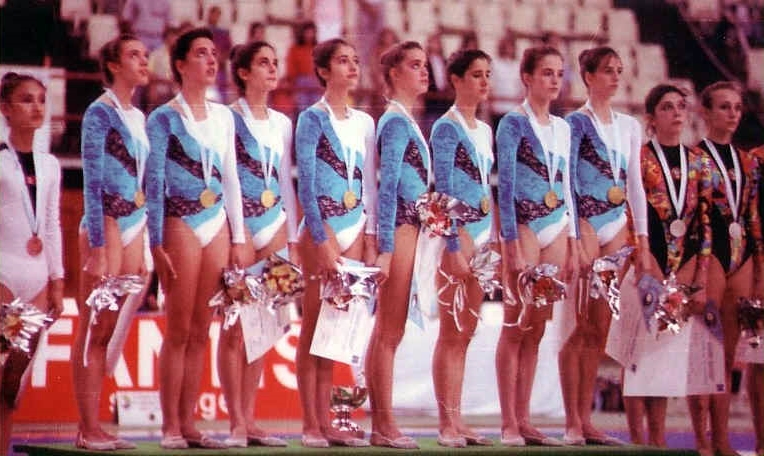
Gemma (tercera a la izqda.) junto al conjunto con el oro en el Mundial de Atenas (1991).

El 12 de octubre de 1991, el conjunto español logró la medalla de oro en el concurso general del Campeonato del Mundo de Gimnasia Rítmica de Atenas. Este triunfo fue calificado por los medios como histórico, ya que fue la primera vez que España se proclamó campeona del mundo de gimnasia rítmica. En la primera jornada del concurso general habían conseguido una puntuación de 19,500 en el ejercicio de 3 pelotas y 3 cuerdas, mientras que en la siguiente, con el montaje de 6 cintas, obtuvieron una nota de 19,350 (9,90 en composición y 9,45 en ejecución). Con una calificación total de 38,850, el equipo español consiguió finalmente superar en el concurso general a la URSS por 50 milésimas, mientras que Corea del Norte fue bronce. Al día siguiente, serían además medalla de plata en las dos finales por aparatos, la de 6 cintas, y la de 3 pelotas y 3 cuerdas. Estas medallas fueron conseguidas por Gemma junto a Débora Alonso, Lorea Elso, Bito Fuster, Isabel Gómez y Montse Martín, además de Marta Aberturas y Cristina Chapuli como suplentes. Dichas medallas serían narradas para España por la periodista Paloma del Río a través de La 2 de TVE. Tras esta consecución, a finales de 1991 realizarían una gira por Suiza.

#### 1992: títulos europeos en Stuttgart y Mundial de Bruselas

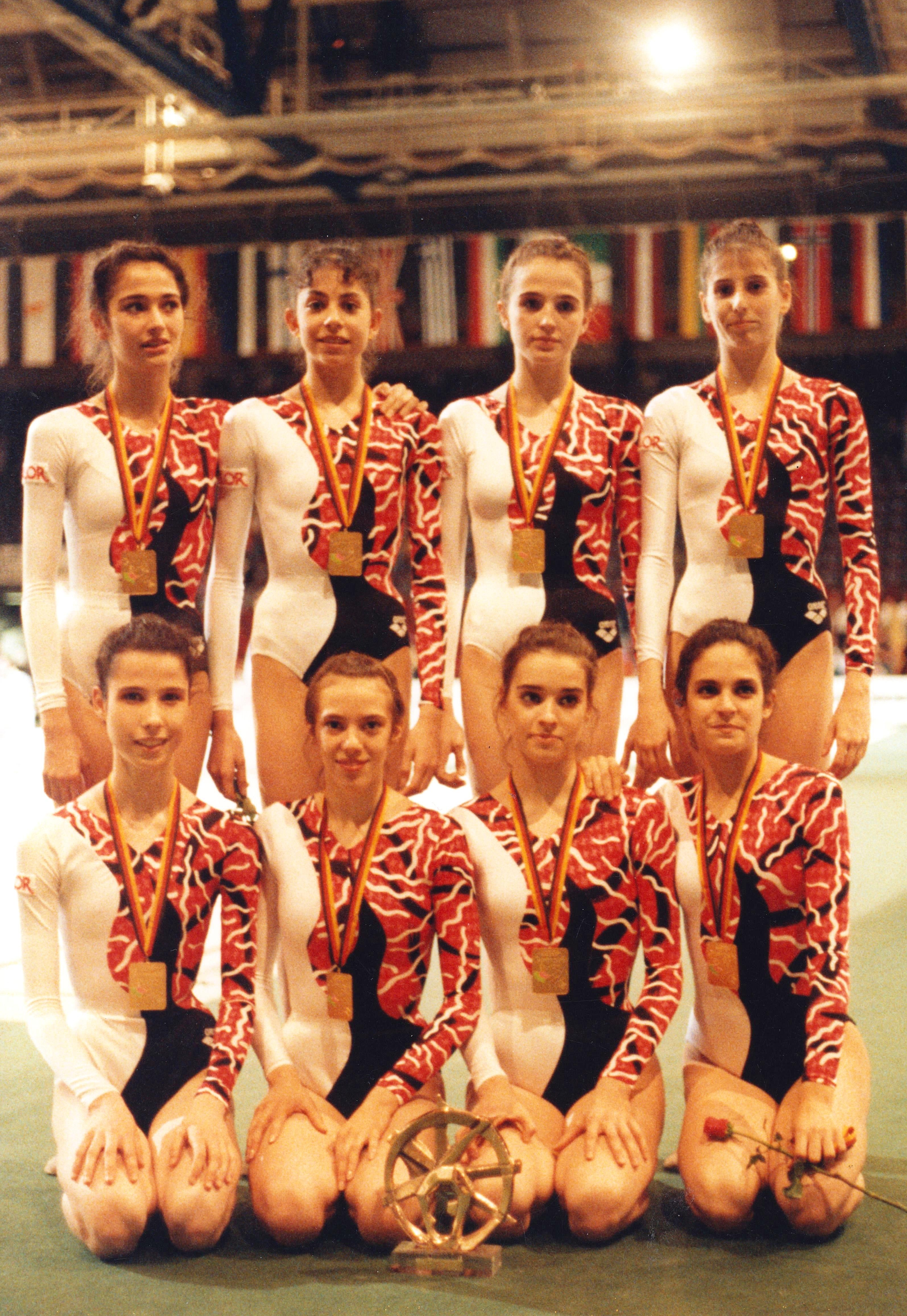
Gemma (sentada, primera a la derecha) tras proclamarse campeona de Europa en Stuttgart (1992).

Para 1992, en el torneo de Karlsruhe serían plata, y posteriormente fueron invitadas a realizar una exhibición en el torneo de Corbeil-Essonnes. En junio de 1992, ya con nuevos ejercicios, participaron en el Campeonato Europeo de Stuttgart, donde obtuvieron la medalla de oro en el concurso general (compartida con Rusia), además de conseguir otro oro en la final de 3 pelotas y 3 cuerdas y el bronce en 6 cintas. El conjunto estaba integrado por Gemma, Débora Alonso, Lorea Elso, Bito Fuster, Isabel Gómez y Montse Martín, además de las recién incorporadas Alicia Martín y Cristina Martínez como suplentes. No competiría en los Juegos Olímpicos de Barcelona debido a que los conjuntos no eran una modalidad olímpica entonces, aunque sí participaría junto al resto de sus compañeras en la ceremonia de apertura encabezando el desfile de las naciones participantes.
Poco después lograron el oro tanto en la Asvo Cup (Austria) como en la general del torneo Alfred Vogel Cup (Países Bajos), donde fueron además plata en 6 cintas y oro en 3 pelotas y 3 cuerdas. Las lesiones de Bito Fuster e Isabel Gómez, hicieron que el conjunto fuese reconfigurado para el Campeonato Mundial de Bruselas, quedando ambas como suplentes y siendo sustituidas en la titularidad de ambos ejercicios por Alicia Martín, Cristina Martínez y Bárbara Plaza, que se añadirían a Gemma, Débora Alonso, Lorea Elso y Montse Martín. En esta competición el conjunto obtendría la medalla de plata en el concurso general, quedándose a solo una décima de poder revalidar el título mundial que habían conseguido el año anterior. Además, el 22 de noviembre lograron el bronce en 6 cintas y el octavo puesto en 3 pelotas y 3 cuerdas. Tras este Mundial, Gemma se retiraría de la competición, al igual que haría el resto del sexteto titular que había sido campeón del mundo en Atenas el año anterior.
En 1992, Gemma recibió la Medalla al Mérito Deportivo de la Diputación General de Aragón junto a su excompañera del equipo Marta Aberturas.

### Retirada de la gimnasia
Se retiró en 1992 después del Campeonato del Mundo de Bruselas. Tras su retirada, se centró en sus estudios de Ingeniería de Telecomunicaciones mientras colaboró en su club de Zaragoza como entrenadora de nivel escolar y nacional, consiguiendo la medalla de bronce en categoría alevín en el Campeonato de España de Conjuntos celebrado en Alicante en 1993. Tras finalizar sus estudios de Ingeniería, abandonó la gimnasia rítmica. Actualmente trabaja en una empresa internacional de Telecomunicaciones en Madrid.
El 16 de diciembre de 2017, Royo se reunió junto a otras exgimnastas del equipo nacional para realizar un homenaje a la exseleccionadora Ana Roncero. En septiembre de 2018 viajó junto a varias exgimnastas de la selección española al Mundial de Gimnasia Rítmica de Sofía para reencontrarse con la ex seleccionadora nacional Emilia Boneva, organizándose además una cena homenaje en su honor. El 16 de noviembre de 2019, con motivo del fallecimiento de Emilia Boneva, unas 70 exgimnastas nacionales, entre ellas Gemma, se reunieron en el tapiz para rendirle tributo durante el Euskalgym. El evento tuvo lugar ante 8.500 asistentes en el Bilbao Exhibition Centre de Baracaldo y fue seguido además de una cena homenaje en su honor.

## Legado e influencia
El conjunto nacional de gimnasia rítmica de 1991 consiguió en el Mundial de Atenas el primer título mundial para la rítmica española, logrando en dicha disciplina imponerse por primera vez un país occidental a los países del Este. Sería además el primer equipo femenino español en proclamarse campeón del mundo en un deporte mediático. Reseñas de este hito aparecen en libros como Gimnasia rítmica deportiva: aspectos y evolución (1995) de Aurora Fernández del Valle, Enredando en la memoria (2015) de Paloma del Río o Pinceladas de rítmica (2017) de Montse y Manel Martín.

## Equipamientos
| Período     | Proveedor |
| ----------- | --------- |
| 1989 - 1992 | Arena     |

## Música de los ejercicios
| Año         | Aparatos              | Música                                                                                 |
| ----------- | --------------------- | -------------------------------------------------------------------------------------- |
| 1989 - 1990 | 12 mazas              | «España cañí», pasodoble compuesto por Pascual Marquina Narro.                         |
| 1990        | 12 mazas              | Pieza Asturias (Leyenda), perteneciente a la Suite española, Op. 47 de Isaac Albéniz.  |
| 1990 - 1991 | 3 pelotas y 3 cuerdas | «Spain» de Chick Corea, versionada por Michel Camilo y Tomatito.                       |
| 1991 - 1992 | 6 cintas              | «Tango Jalousie», compuesto por Jacob Gade.                                            |
| 1991        | 3 pelotas y 3 cuerdas | «Campanas», de Víctor Bombi.                                                           |
| 1992        | 6 cintas              | Pieza Sevilla, perteneciente a la Suite española, Op. 47 de Isaac Albéniz.             |
| 1992        | 3 pelotas y 3 cuerdas | Música del ballet Arraigo de Jerónimo Maesso, creado para el coreógrafo Víctor Ullate. |

## Palmarés deportivo

### Selección española
| 1989 - Campeonato de Europa Júnior de Tenerife 3.er puesto en preliminares Bronce en final (6 cintas) 1990 - DTB-Pokal Karlsruhe* Oro en concurso general - Gymnastic Masters de Stuttgart Bronce en concurso general - Final de la Copa del Mundo en Bruselas* Bronce en concurso general Bronce en 12 mazas Bronce en 3 pelotas y 3 cuerdas - Campeonato de Europa de Goteborg* Bronce en concurso general Plata en 12 mazas Bronce en 3 pelotas y 3 cuerdas - Wacoal Cup* Plata en concurso general 1991 - DTB-Pokal Karlsruhe Oro en concurso general | 1991 (continuación) - Gymnastic Masters de Stuttgart Bronce en concurso general Bronce en 6 cintas Bronce en 3 pelotas y 3 cuerdas - Campeonato del Mundo de Atenas Oro en concurso general Plata en 6 cintas Plata en 3 pelotas y 3 cuerdas 1992 - DTB-Pokal Karlsruhe Plata en concurso general - Campeonato de Europa de Stuttgart Oro en concurso general Bronce en 6 cintas Oro en 3 pelotas y 3 cuerdas - Asvo Cup Oro en concurso general - Alfred Vogel Cup Oro en concurso general Plata en 6 cintas Oro en 3 pelotas y 3 cuerdas - Campeonato del Mundo de Bruselas Plata en concurso general Bronce en 6 cintas 8º puesto en 3 pelotas y 3 cuerdas |

*Como suplente del equipo en ambos ejercicios

## Premios, reconocimientos y distinciones
- Medalla al Mérito Gimnástico, otorgada por la Real Federación Española de Gimnasia (1991)
- Medalla al Mérito Deportivo, otorgada por la Diputación General de Aragón (1992)[29]

### Otros honores
- El pabellón polideportivo de Aguarón (Zaragoza) fue bautizado con su nombre en un acto celebrado el 19 de junio de 2021. Además, ese mismo día fue nombrada aguaronera ilustre tras firmar en el Libro de Honor del ayuntamiento de la localidad.[30]

## Galería

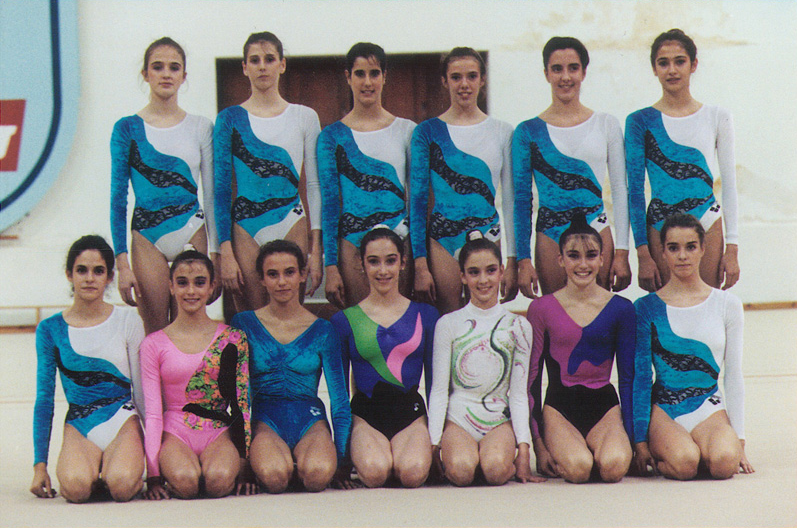
Royo (sentada, primera a la izquierda) con la selección de gimnasia rítmica en el Gimnasio Moscardó (1991).
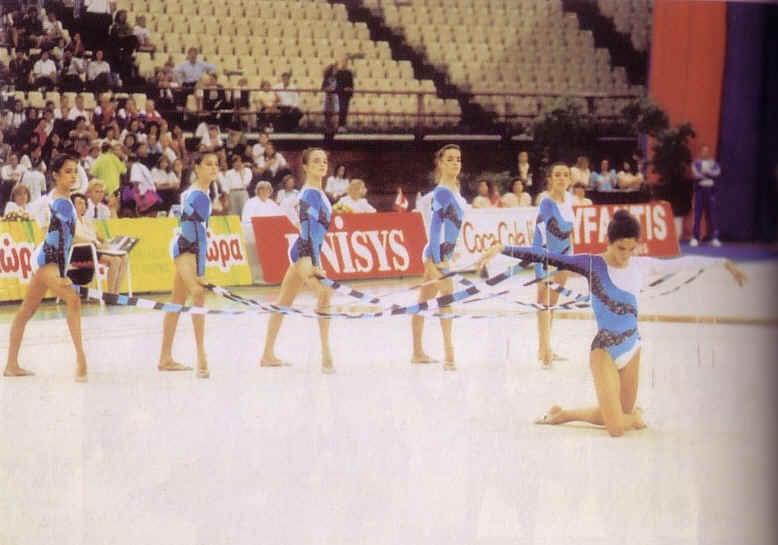
Gemma (en primer plano) en el inicio del ejercicio de 6 cintas en el Mundial de Atenas (1991).
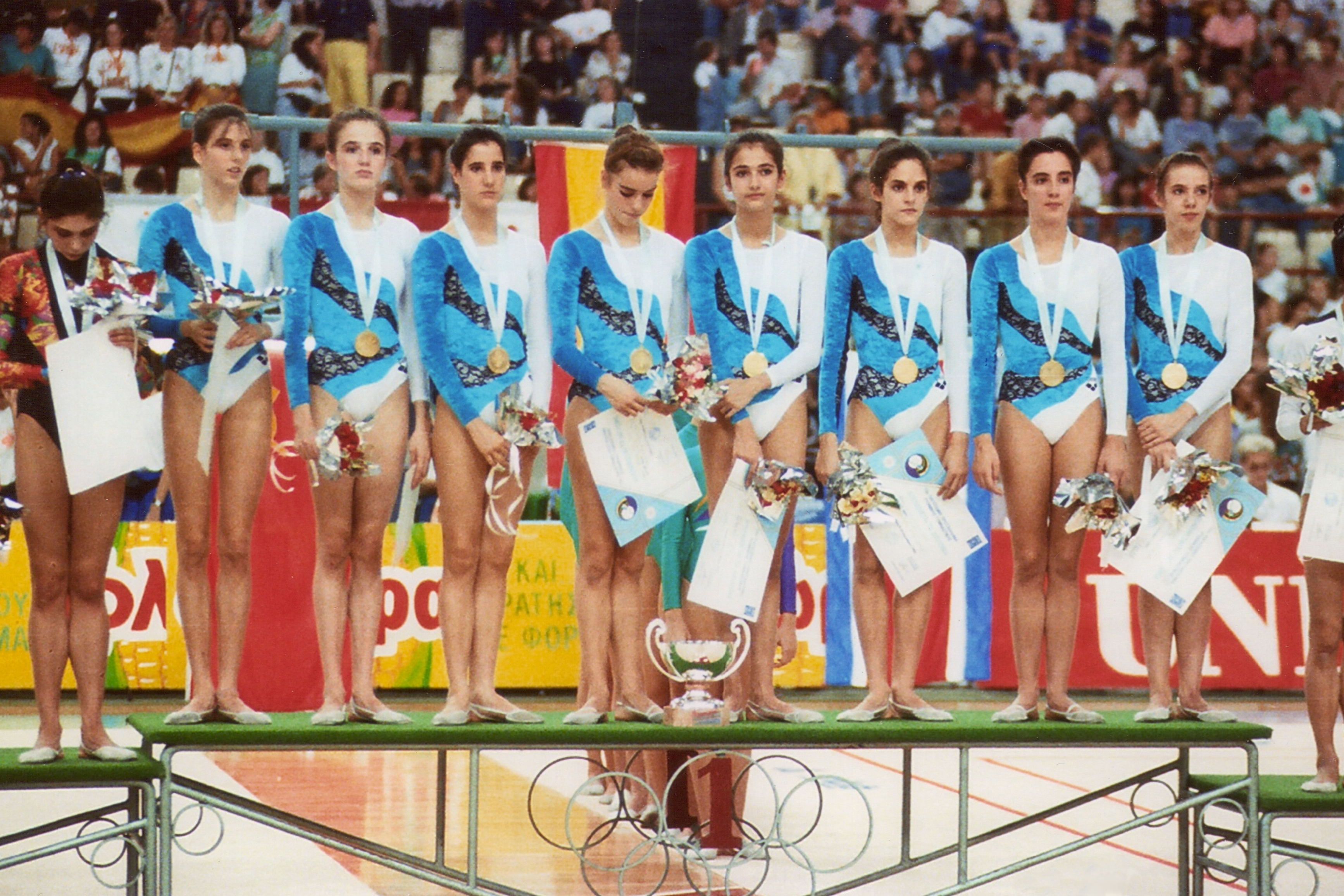
El conjunto español con el oro en el podio del concurso general del Mundial de Atenas.
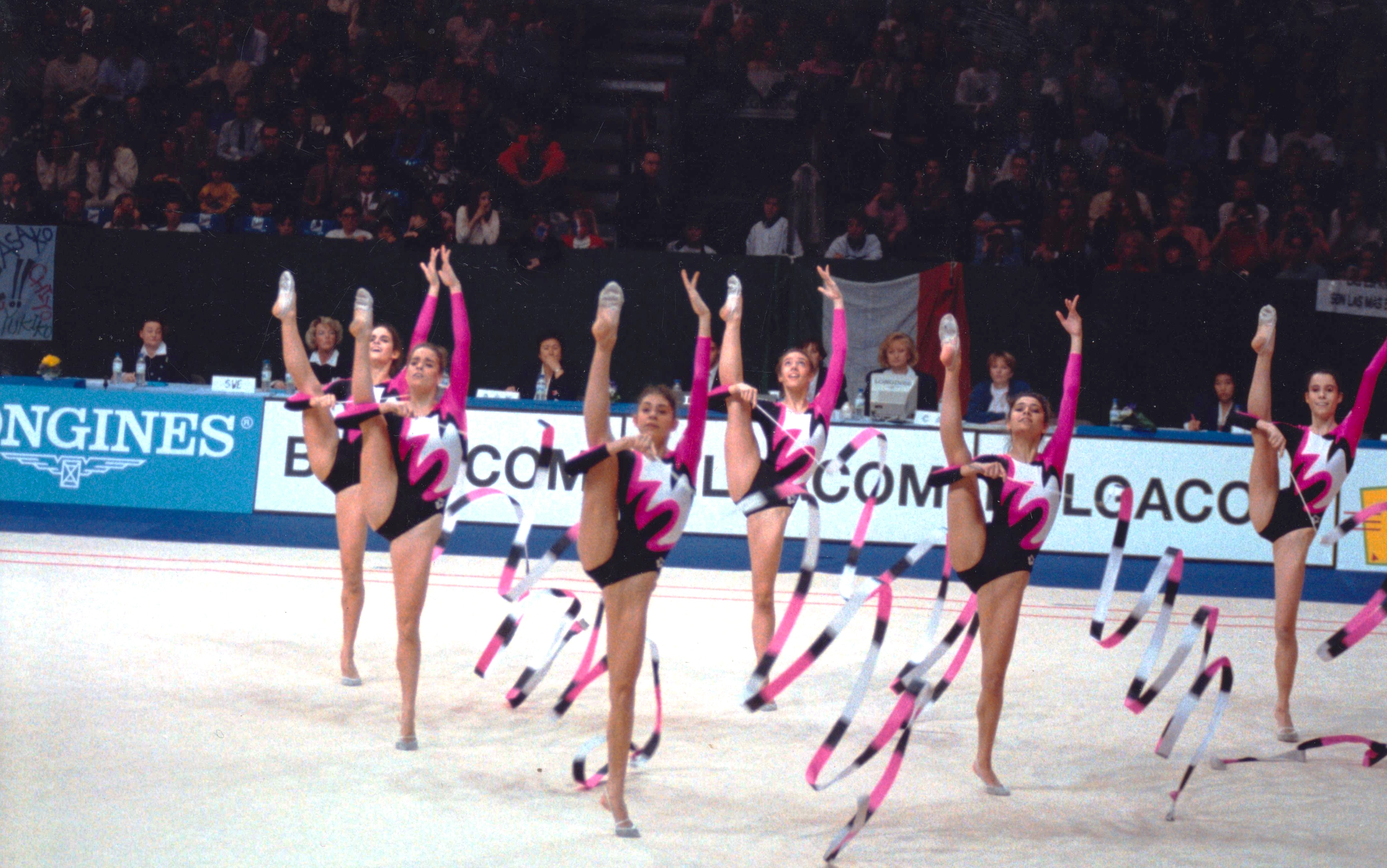
El conjunto durante el ejercicio de 6 cintas en el Mundial de Bruselas (1992).
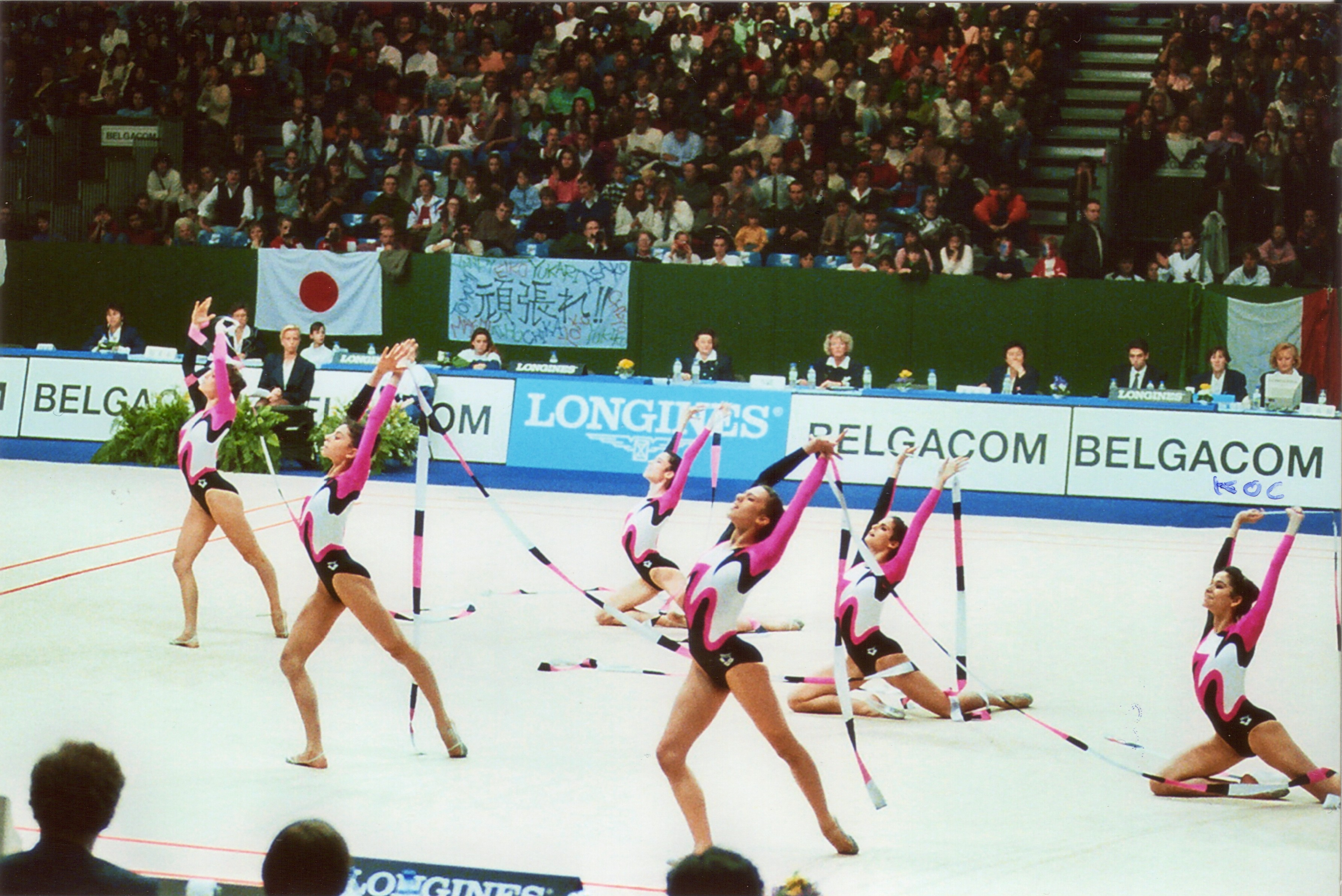
Final del ejercicio de cintas en Bruselas, montaje donde usan la pieza Sevilla de la Suite española, Op. 47 de Isaac Albéniz.
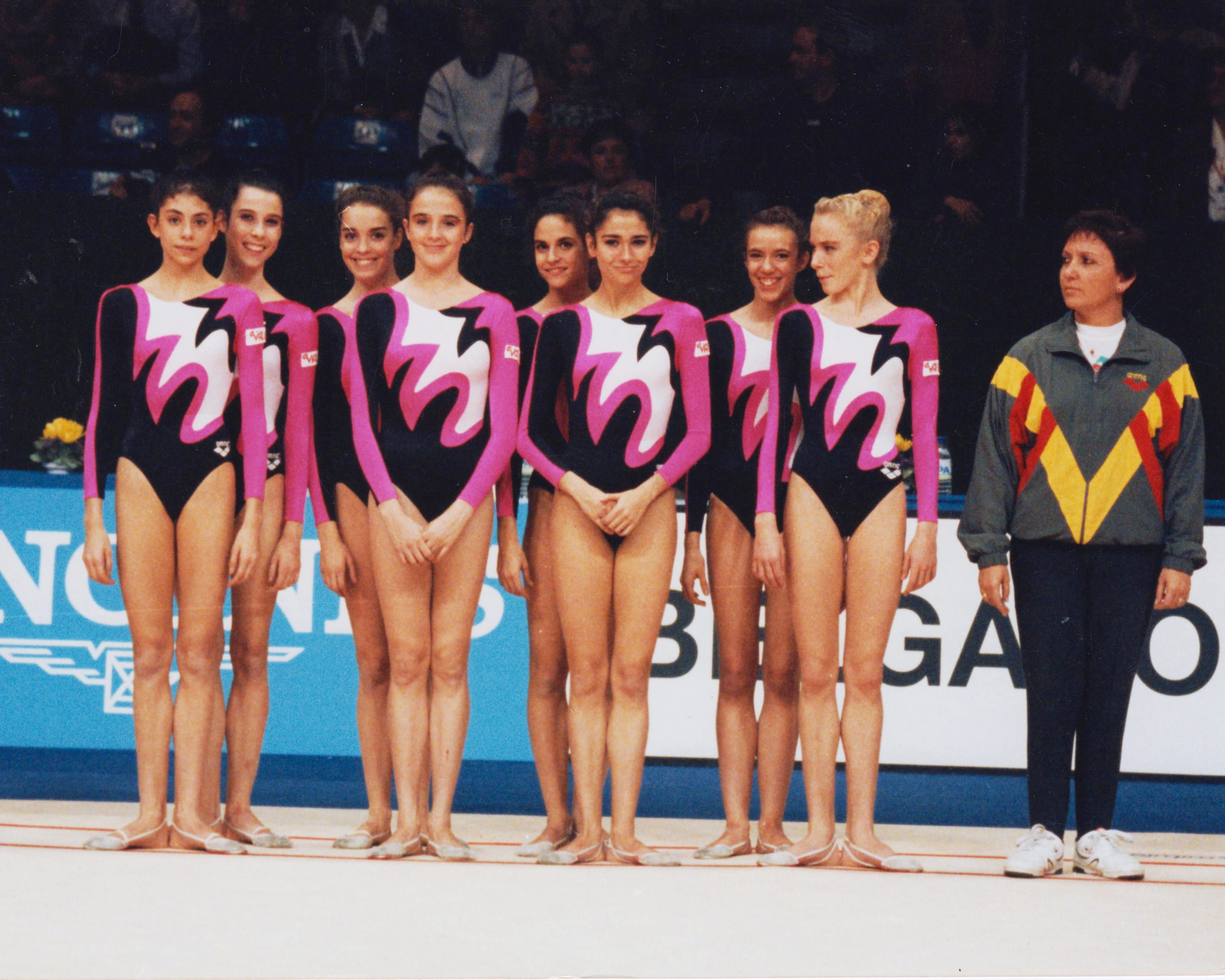
El equipo español antes de subir al podio en dicho Mundial.
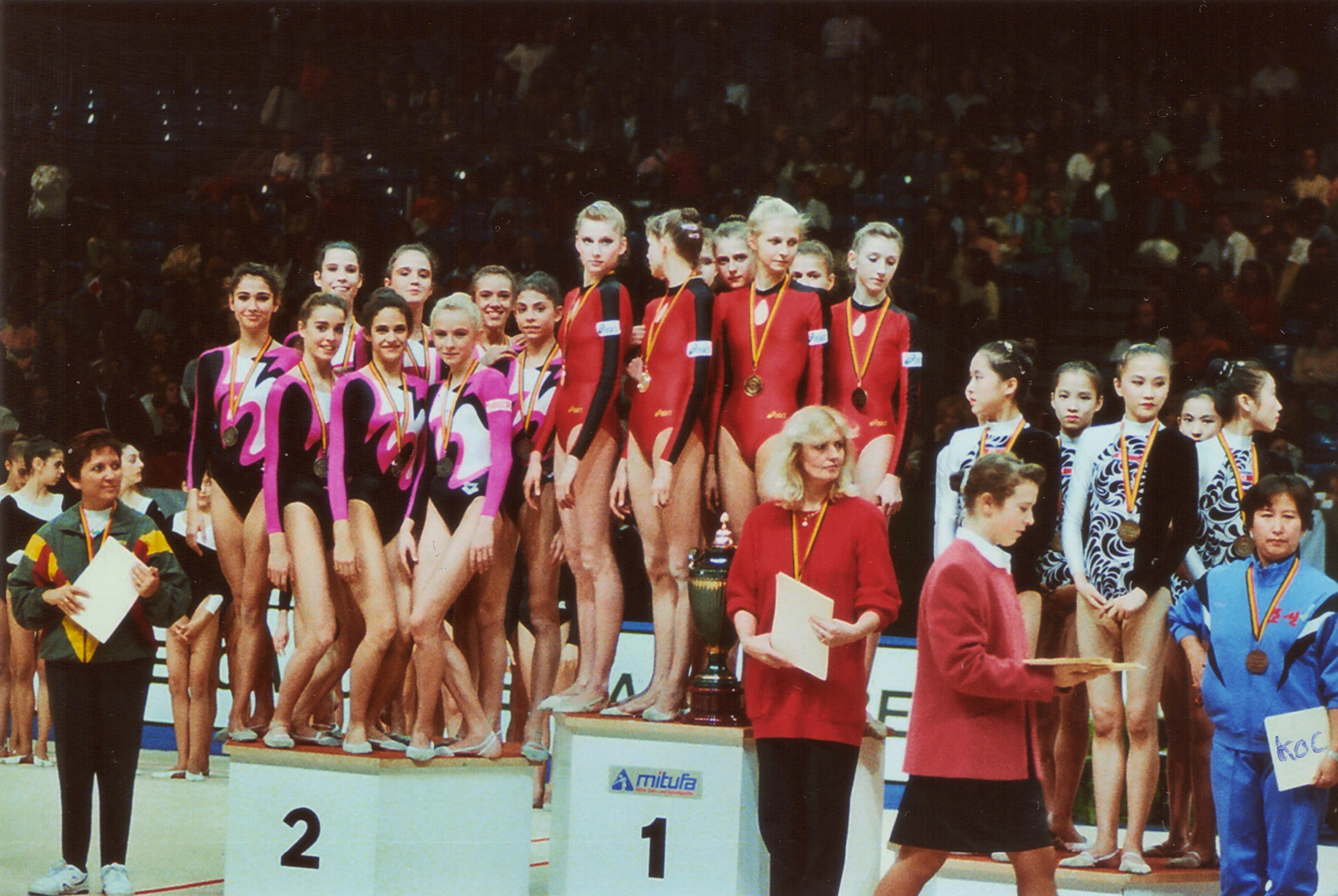
El conjunto español con la plata en el podio del concurso general en Bruselas.
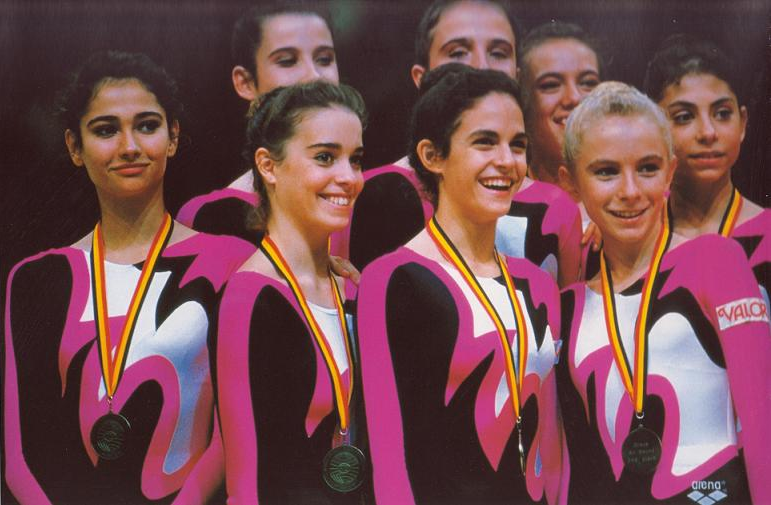
Primer plano del conjunto en el podio de la general de Bruselas.

## Filmografía

### Programas de televisión
| Programas de televisión | Programas de televisión  | Programas de televisión | Programas de televisión              |
| ----------------------- | ------------------------ | ----------------------- | ------------------------------------ |
| 1990                    | Camarada Boneva          | La 2 de TVE             | Aparición en reportaje               |
| 1991                    | De tú a tú               | Antena 3                | Invitada junto al resto del conjunto |
| 1991                    | Tele 5 ¿dígame?          | Telecinco               | Invitada junto al resto del conjunto |
| 1991                    | VIP Tarde                | Telecinco               | Invitada junto al resto del conjunto |
| 2019                    | ¿Dónde estabas entonces? | La Sexta                | Aparición en reportaje               |